# Gymnoscelis derogata
Gymnoscelis derogata är en fjärilsart som beskrevs av Walker 1866. Gymnoscelis derogata ingår i släktet Gymnoscelis och familjen mätare. Inga underarter finns listade i Catalogue of Life.